# Уолис и Футуна
Уолис и Футуна (на френски: Collectivité de Wallis et Futuna) е задморско владение на Франция. Намира се в южната част на Тихия океан между Фиджи и Самоа. Състои се от три основни острова (Уолис (Увеа), Футуна и Алофи). В периода 1961 – 2003 г. островите са имали статут на задморска територия. От 2004 г. имат статут на задморска общност (фр. collectivité d'outre-mer – COM).

## История
Островите са посетени от европейци за пръв път през 17 век от холандски мореплаватели, а през 18 век са посещавани често от английски кораби. Въпреки това първите европейски заселници са френски мисионери, които въвеждат местното население в католицизма.
На 5 април 1842 г. местното население отправя апел към Франция за защита от избухнал бунт на островите. На 5 април 1887 г. кралицата на Увеа (о. Уолис) подписва договор, с който признава „държавата“ си за френски протекторат. Кралете на Сигаве (о. Футуна) и Ало (о. Алофи) подписват същите договори на 16 февруари 1888 г. Административно островите са придадени към тогавашната френска колония Нова Каледония.
През 1917 г. трите кралства са анексирани от Франция и е образувана колонията Уолис и Футуна, която административно отново е придадена към Нова Каледония.
През 1959 г. е проведен референдум, на който местното население избира статута на задморска територия в състава на Франция. Решението на референдума влиза в сила на 1 януари 1961 г.
| Название на остров или атол (алтернативно название) | Площ км2 | Население (2007 г.) | Координати                                                      | Откривател (година на откриване)        |
| --------------------------------------------------- | -------- | ------------------- | --------------------------------------------------------------- | --------------------------------------- |
| Алофи (Alofi)                                       | 17.78    | 14                  | 14°20′ ю. ш. 178°02′ з. д. / 14.333333° ю. ш. 178.033333° з. д. | Якоб Лемер, Вилем Схаутен (14 май 1616) |
| Увеа (Уолис) (Uvea, Wallis)                         | 77.90    | 9731                | 13°16′ ю. ш. 176°12′ з. д. / 13.266667° ю. ш. 176.2° з. д.      | Самюъл Уолис (16 август 1767)           |
| Футуна (Futuna)                                     | 46.28    | 4700                | 14°17′ ю. ш. 178°07′ з. д. / 14.283333° ю. ш. 178.116667° з. д. | Якоб Лемер, Вилем Схаутен (14 май 1616) |

## География
Островите се намират в южната част на Тихия океан между Фиджи и Самоа. Координати – 13°18′ ю.д; 176°12′ з.ш. Състоят се от три големи и 20 по-малки необитаеми острова. Обща площ – 142.42 km². Брегова линия – 129 км.
Трите големи острова имат вулканичен произход, но височината им е незначителна. Най-високата тока на остров Футуна е връх Монт Сигави (765 m), а на остров Увеа – 145 m. Често явление на остров Футуна са земетресенията.
Климатът на островите е субекваториален, морски, с два ярко изразени сезона: от ноември до април – горещо и влажно време, и от май до октомври – прохладно и сухо време. Наветрените крайбрежия на островите получават голямо количество валежи – между 2500 и 3000 mm, като по-голямата част от тях падат от ноември до април. Средна годишна температура – 26,6 °C. Средно ниво на влажност – 80%. Преобладаващите нетрове са югоизточните пасати.
Поради малките си размери на островите няма реки, но има множество малки ручеи и потоци, спускащи се главно по склоновете на планинския остров Футуна. Почвите са вулканични, червеноземни и много плодородни. Около 5% от територията на острова е заета от обработваеми площи, като посевите заемат 20% от нея. Островите са силно обезлесени. От някога гъстите гори е останала много малка част, като се срещат панданус, казуарини, хибискус, различни видове папрати. Като последствие от него планинските терени, предимно на о. Футуна, са силно ерозирали. На о. Алофи няма постоянно население поради липсата на питейна вода.

## Население
- Население: 15 хил. жит. (на о-в Увеа – 8 хил. жит.). Гъстота – 54,8 жит. на кв. км.
- Етнически състав: увеа – 63,7 %, футуна – 34,6 %, французи – 1,4 %, други – 0,3 %.
- Официален език: френски. Други езици – увеански и футунски.
- Конфесионален състав: християни (католици) – 99,5 %, други – 0,5 %.
- Административен център: Мата Уту (на о-в Увеа) – около 1000 жители.

## Държавно устройство
Владение на Франция (задморска територия), управлява се от главен администратор. Местни органи на властта – Териториална асамблея, състояща се от 20 члена, избирани за 5 години. Съвещателен орган при администратора – Съвет на територията от 6 члена. 
Островите са представени в парламента на Франция с 1 депутат и 1 сенатор.

## Икономика
Основно се отглеждат кокосови палми, производство на копра и риболов.

## Култура
Културата на тези острови е предимно полинезийска. Особено забележителна е музиката на Уолис и Футуна, която има богата традиция.
Кайлаото, смятано за тонгоански военен танц е донесен в Тонга от Увеа.

## Транспорт и комуникации
Шосета – 120 км. Международно летище – на о-в Увеа. Главно пристанище – Мата Уту.